# Tercera División de Portugal
La Terceira Divisão Portuguesa (en español: Tercera División de Portugal) fue el cuarto nivel del sistema de ligas del fútbol portugués. La tercera división fue inicialmente el tercer nivel de la pirámide, pero con la creación de la Liga de Honra en 1990-91, se convirtió en el cuarto. El torneo se fusionó con la Segunda División de Portugal al finalizar la temporada 2012/13 para crear al nuevo tercer nivel: el Campeonato Nacional de Seniores.

## Competición
La Tercera División portuguesa fue creada en 1948 y contaba con siete grupos con 2 grupos para los clubes del norte base, otros 2 grupos para los clubes de base central, otros 2 grupos para los clubes de base y el sur de este último grupo está en las Islas Azores, los clubes con sede en que hay en total hay 94 equipos luchando por el ascenso a la Segunda División de Portugal, pero también deben evitar el descenso a las divisiones regionales. 
Los actuales campeones de la Tercera División portuguesa son el Mirandela, Vianense, Amarante, Aliados Lordelo, Arouca, Sanjoanense, Monsanto, UD Serra, Oriental, Santana, Aljustrelense, Beira Mar y Praiense en la que estos fueron los campeones en la temporada 2007/08.

## Temporada 2014/15
| Serie A | Serie B | Serie C | Serie D |
| --- | --- | --- | --- |
| - Vilaverdense FC - GD Bragança - AD Fafe - AD Limianos - Vieira SC - Santa Maria FC - Juventude de Pedras Salgadas - SC Mirandela - SC Vianense - CD Cerveira                                                | - AD Oliveirense - Amarante FC - Varzim SC - FC Felgueiras 1932 - GD Ribeirao - FC Famalicão - FC Vizela - CCD Santa Eulalia - FC Tirsense - SC Vila Real | - Gondomar SC - SC Salgueiros 08 - CD Cinfães - SC Coimbrões - CD Sobrado - Lusitânia FC - UD Sousense - SC Espinho - CDR Moimenta da Beira - FC Pedras Rubras                  | - CD Gouveia - Anadia FC - AD Sanjoanense - GD Gafanha - AD Camacha - CD Estarreja - FC Cesarense - SC São João de Ver - Lusitano FC - CS Marítimo C           |
| Serie E | Serie F | Serie G | Serie H |
| - Mortágua FC - AD Nogueirense - Benfica Castelo Branco - GD Vitória de Sernache - FC Oliveira do Hospital - SC Pombal - Futebol Clube da Pampilhosa - Associação Naval 1º Maio - GD Tourizense - GD Sourense | - CA Ouriense - CA Riachense - CD Mafra - Eléctrico FC - Sertanense FC - AC Alcanenense - UD Leiria - Caldas SC - SCU Torreense - CD Fátima               | - GD Fabril - SU Sintrense - SG Sacavenense - Casa Pia Atlético Clube - União de Montemor - SU 1º de Dezembro - CD Cova da Piedade - GS Loures - AC Malveira - CD Pinhalnovense | - SC Angrense - Moura AC - CDR Quarteirense - FC Ferreiras - SC Praiense - CD Operário - Louletano DC - SC Mineiro Aljustrelense - Lusitano VRSA - Atlético SC |

## Lista de campeones

### Tercer Nivel de Portugal: 1947–1990
| Temporada | Campeón                                  | Campeón                  | Resultado       | Resultado             | Finalista               | Finalista               |
| --------- | ---------------------------------------- | ------------------------ | --------------- | --------------------- | ----------------------- | ----------------------- |
| 1947–48   | Cova da Piedade                          | Cova da Piedade          | 5 – 2           | 5 – 2                 | Académico de Viseu      | Académico de Viseu      |
| 1948–49   | Almada                                   | Almada                   | 2 – 0           | 2 – 0                 | Tirsense                | Tirsense                |
| 1949–50   | Ovarense                                 | Ovarense                 | 6 – 3           | 6 – 3                 | Operário Vilanfranquese | Operário Vilanfranquese |
| 1950–51   | Juventude de Évora                       | Juventude de Évora       | 1 – 0           | 1 – 0                 | Sanjoanense             | Sanjoanense             |
| 1951–52   | Lusitano VRSA                            | Lusitano VRSA            | 2 – 2, 2 – 1    | 2 – 2, 2 – 1          | Caldas                  | Caldas                  |
| 1952–53   | Vila Real                                | Vila Real                |                 |                       |                         |                         |
| 1953–54   | Coruchense                               | Coruchense               |                 |                       |                         |                         |
| 1954–55   | O Elvas                                  | O Elvas                  | 2 – 1           | 2 – 1                 | Chaves                  | Chaves                  |
| 1955–56   | Almada                                   | Almada                   |                 |                       |                         |                         |
| 1956–57   | Serpa                                    | Serpa                    | 2 – 1           | 2 – 1                 | Vila Real               | Vila Real               |
| 1957–58   | Oliveirense                              | Oliveirense              |                 |                       |                         |                         |
| 1958–59   | Beira-Mar                                | Beira-Mar                |                 |                       |                         |                         |
| 1959–60   | Benfica e Castelo Branco                 | Benfica e Castelo Branco | 2 – 1           | 2 – 1                 | Sacavenense             | Sacavenense             |
| 1960–61   | Seixal                                   | Seixal                   | 3 – 1           | 3 – 1                 | Vila Real               | Vila Real               |
| 1961–62   | Varzim                                   | Varzim                   | 2 – 1           | 2 – 1                 | Luso                    | Luso                    |
| 1962–63   | Os Leões                                 | Os Leões                 | 3 – 2           | 3 – 2                 | Famalicão               | Famalicão               |
| 1963–64   | União de Lamas                           | União de Lamas           | 2 – 1           | 2 – 1                 | Almada                  | Almada                  |
| 1964–65   | União de Tomar                           | União de Tomar           | 3 – 1           | 3 – 1                 | Ovarense                | Ovarense                |
| 1965–66   | Montijo                                  | Montijo                  | 3 – 1           | 3 – 1                 | Tirsense                | Tirsense                |
| 1966–67   | Vizela                                   | Vizela                   | 4 – 3           | 4 – 3                 | Tramagal                | Tramagal                |
| 1967–68   | Seixal                                   | Seixal                   | 2 – 1           | 2 – 1                 | Boavista                | Boavista                |
| 1968–69   | União de Lamas                           | União de Lamas           | 1 – 1, 1 – 0    | 1 – 1, 1 – 0          | Farense                 | Farense                 |
| 1969–70   | Olhanense                                | Olhanense                | 2 – 0           | 2 – 0                 | União de Coimbra        | União de Coimbra        |
| 1970–71   | Cova da Piedade                          | Cova da Piedade          | 3 – 0           | 3 – 0                 | Gil Vicente             | Gil Vicente             |
| 1971–72   | Caldas                                   | Caldas                   | 3 – 2           | 3 – 2                 | Oliveirense             | Oliveirense             |
| 1972–73   | Lusitânia Lourosa                        | Lusitânia Lourosa        | 1 – 0           | 1 – 0                 | Lusitano de Évora       | Lusitano de Évora       |
| 1973–74   | Paços de Ferreira                        | Paços de Ferreira        | 2 – 1           | 2 – 1                 | Estrela de Portalegre   | Estrela de Portalegre   |
| 1974–75   | União de Santarém                        | União de Santarém        | 2 – 0           | 2 – 0                 | Sporting da Covilhã     | Sporting da Covilhã     |
| 1975–76   | Portalegrense                            | Portalegrense            | 4 – 0           | 4 – 0                 | União de Coimbra        | União de Coimbra        |
| 1976–77   | Rio Ave                                  | Rio Ave                  | 3 – 2           | 3 – 2                 | Cova da Piedade         | Cova da Piedade         |
| 1977–78   | Sacavenense                              | Sacavenense              | 3 – 1           | 3 – 1                 | Desportivo das Aves     | Desportivo das Aves     |
| 1978–79   | Bragança                                 | Bragança                 | 5 – 3           | 5 – 3                 | Oriental                | Oriental                |
| 1979–80   | Vasco da Gama                            | Vasco da Gama            | 1 – 0           | 1 – 0                 | Sanjoanense             | Sanjoanense             |
| 1980–81   | União de Coimbra                         | União de Coimbra         | 3 – 1           | 3 – 1                 | O Elvas                 | O Elvas                 |
| 1981–82   | Vizela                                   | Vizela                   | 2 – 1           | 2 – 1                 | Atlético CP             | Atlético CP             |
| 1982–83   | Esperança de Lagos                       | Esperança de Lagos       | 2 – 2 (3 – 1 p) | 2 – 2 (3 – 1 p)       | Guarda                  | Guarda                  |
| Temporada | Serie A                                  | Serie B                  | Serie C         | Serie D               | Serie E                 | Serie F                 |
| 1983–84   | Desportivo das Aves                      | Lusitânia Lourosa        | Estarreja       | Estrela de Portalegre | Montijo                 | Campinense              |
| 1983–84   | El play-off del campeonato fue cancelado |                          |                 |                       |                         |                         |
| Temporada | Campeón                                  | Campeón                  | Resultado       | Resultado             | Finalista               | Finalista               |
| 1984–85   | União de Santarém                        | União de Santarém        | 2 – 1           | 2 – 1                 | Académico de Viseu      | Académico de Viseu      |
| 1985–86   | Bragança                                 | Bragança                 | 3 – 2           | 3 – 2                 | União de Santiago       | União de Santiago       |
| 1986–87   | Louletano                                | Louletano                | 1 – 0           | 1 – 0                 | Marco                   | Marco                   |
| 1987–88   | Portalegrense                            | Portalegrense            | 1 – 0           | 1 – 0                 | Luso                    | Luso                    |
| 1988–89   | Mirense                                  | Mirense                  | 4 – 2           | 4 – 2                 | Famalicão               | Famalicão               |
| 1989–90   | Montijo                                  | Montijo                  | 1 – 0           | 1 – 0                 | Lousada                 | Lousada                 |

### Cuarto Nivel de Portugal: 1990–2013
| Temporada | Campeón              | Campeón             | Campeón              | Resultado                | Resultado           | Finalista               | Finalista           | Finalista           |
| --------- | -------------------- | ------------------- | -------------------- | ------------------------ | ------------------- | ----------------------- | ------------------- | ------------------- |
| 1990–91   | Vasco da Gama        | Vasco da Gama       | Vasco da Gama        | 4 – 2                    | 4 – 2               | Lusitânia Lourosa       | Lusitânia Lourosa   | Lusitânia Lourosa   |
| 1991–92   | Trofense             | Trofense            | Trofense             | 3 – 1                    | 3 – 1               | Olivais e Moscavide     | Olivais e Moscavide | Olivais e Moscavide |
| 1992–93   | Odivelas             | Odivelas            | Odivelas             | 1 – 1 p                  | 1 – 1 p             | União de Coimbra        | União de Coimbra    | União de Coimbra    |
| 1993–94   | Limianos             | Limianos            | Limianos             | 2 – 0                    | 2 – 0               | Lusitano de Évora       | Lusitano de Évora   | Lusitano de Évora   |
| 1994–95   | Desportivo de Beja   | Desportivo de Beja  | Desportivo de Beja   | 1 – 0                    | 1 – 0               | Lamego                  | Lamego              | Lamego              |
| 1995–96   | Fafe                 | Fafe                | Fafe                 | 1 – 0                    | 1 – 0               | Alcanenense             | Alcanenense         | Alcanenense         |
| 1996–97   | Dragões Sandinenses  | Dragões Sandinenses | Dragões Sandinenses  | 1 – 0                    | 1 – 0               | Lourinhanense           | Lourinhanense       | Lourinhanense       |
| 1997–98   | Vilafranquense       | Vilafranquense      | Vilafranquense       | 3 – 0                    | 3 – 0               | Freamunde               | Freamunde           | Freamunde           |
| 1998–99   | Vianense             | Vianense            | Vianense             | 3 – 0 (7 – 6 p)          | 3 – 0 (7 – 6 p)     | Lusitânia               | Lusitânia           | Lusitânia           |
| 1999–2000 | Paredes              | Paredes             | Paredes              | 1 – 1                    | 1 – 1               | Seixal                  | Seixal              | Seixal              |
| Temporada | Serie A              | Serie B             | Serie C              | Serie D                  | Serie E             | Serie F                 | Serie Azores        | Serie Madeira       |
| 2000–01   | Caçadores das Taipas | Vila Real           | Oliveira do Hospital | Benfica e Castelo Branco | Olivais e Moscavide | Amora                   | Lusitânia           | No se jugó          |
| Temporada | Campeón              | Campeón             | Campeón              | Resultado                | Resultado           | Finalista               | Finalista           | Finalista           |
| 2001–02   | Mafra                | Mafra               | Mafra                | 1 – 0                    | 1 – 0               | Dragões Sandinenses     | Dragões Sandinenses | Dragões Sandinenses |
| Temporada | Serie A              | Serie B             | Serie C              | Serie D                  | Serie E             | Serie F                 | Serie Azores        | Serie Madeira       |
| 2002–03   | Bragança             | Lixa                | Estarreja            | Alcaíns                  | Sintrense           | Pinhalnovense           | Santo António       | No Se Jugó          |
| 2003–04   | Valenciano           | Ribeirão            | Penalva do Castelo   | Benfica e Castelo Branco | Casa Pia            | Atlético CP             | Operário            | No Se Jugó          |
| 2004–05   | Os Sandinenses       | Aliados de Lordelo  | Nelas                | Portomosense             | Benfica B           | Silves                  | Madalena            | No Se Jugó          |
| 2005–06   | Maria da Fonte       | Vila Meã            | União de Lamas       | Eléctrico                | Atlético CP         | Estrela de Vendas Novas | Lusitânia           | No Se Jugó          |
| 2006–07   | Valdevez             | Leça                | Anadia               | Caldas                   | Caniçal             | Lagoa                   | Angrense            | No Se Jugó          |
| 2007–08   | Mirandela            | Amarante            | Arouca               | Monsanto                 | Oriental            | Mineiro Aljustrelense   | Praiense            | No Se Jugó          |
| 2008–09   | Vieira               | Paredes             | Tondela              | Sertanense               | Camacha             | Louletano               | Vitória do Pico     | No Se Jugó          |
| 2009–10   | Macedo de Cavaleiros | Joane               | Coimbrões            | Sporting Pombal          | Torreense           | Juventude de Évora      | Madalena            | Andorinha           |
| 2010–11   | Mirandela            | Amarante            | Cinfães              | Monsanto                 | Caldas              | Estrela de Vendas Novas | Angrense            | Ribeira Brava       |
| 2011–12   | Joane                | Cesarense           | Académico de Viseu   | Benfica e Castelo Branco | Futebol Benfica     | Farense                 | Lusitânia           | Pontassolense       |
| 2012–13   | Bragança             | Felgueiras 1932     | Grijó                | Sourense                 | Lourinhanense       | União de Montemor       | Praiense            | No se jugó          |